# Apogon erythrinus
Apogon erythrinus es una especie de pez de la familia de los apogónidos en el orden de los perciformes.

## Morfología
Los machos pueden alcanzar los 4 cm de longitud total.

## Distribución geográfica
Se encuentran al este del Pacífico central: Islas Hawái.